# Gargáligas
Gargáligas es una entidad local menor del municipio español de Don Benito, perteneciente a la provincia de Badajoz (comunidad autónoma de Extremadura).

## Situación
Se sitúa sobre la carretera N-430, entre Valdivia y Acedera, y cercana a Zurbarán y Los Guadalperales. Pertenece a la comarca de Vegas Altas y al Partido judicial de Don Benito.

## Historia
La localidad de Gargáligas es un poblado de colonización que fue creado de nuevo cuño en la década de los años 50 a 60, dentro del plan Badajoz. Empezó a construirse en 1957 y en 1963 ya estaba construida.
En ese momento cuenta con una población de más de 500 habitantes. La población fue decreciendo a lo largo de los noventa, sin embargo actualmente la población está creciendo debido a la inmigración.

## Patrimonio
El edificio más representativos del pueblo es la iglesia parroquial católica bajo la advocación de Nuestra Señora de Guadalupe, en la archidiócesis de Mérida-Badajoz, diócesis de Plasencia, arciprestazgo de Navalvillar de Pela, con una gran torre de piedra separada del edificio principal por unos arcos.
También destacan la Casa de Cultura y el Ayuntamiento, con unos grandes soportales.

## Clima y naturaleza
El pueblo está rodeado por las vegas del río Gargáligas, formadas por un terreno aluvial, donde se localizan las tierras de regadío.
La formación vegetal es de tipo durilignosa, representada por un bosque esclerófilo cuyas características son: la encina y el acebuche. El matorral lo constituyen numerosas especies vegetales, entre las que cabe señalar: la jara, la aulaga y el cantueso.
La fauna más característica la componen sobre todo aves como la cigüeña, las golondrinas, los gorriones, las grullas,...
Su clima es de tipo mediterráneo subtropical. La temperatura media anual es de 16 °C. Los inviernos son suaves y los veranos bastantes calurosos alcanzándose máximas absolutas de hasta 40,9 °C.

## Fiestas
Las fiestas patronales de la localidad tienen lugar el día 8 de septiembre en honor a la Virgen de Guadalupe y el 15 de mayo en honor a San Isidro, día en que se celebra una romería en la alameda cercana al río.

## Infraestructuras
Actualmente se construye una piscina y se cuenta desde hace poco tiempo con un centro de día para mayores que elabora comidas a domicilio.
En cuanto actividad industrial, cabe destacar el esfuerzo realizado tanto por el Ayuntamiento de Gargáligas como por la Junta de Extremadura en la construcción del polígono industrial de la localidad en 2005, siendo Gargáligas la única Entidad local menor que ofrece suelo industrial.
Este espacio cuenta con 45000 m² repartidos en 39 parcelas industriales de las cuales han sido adjudicadas catorce aproximadamente. Dado que el pueblo se encuentra situado en la carretera   N-430 , es precisamente esto la principal virtud del polígono, así como el bajo coste de los terrenos en comparación con otros tejidos industriales.